# Sui iuris
Sui iuris или sui juris (лат. буквально «своего права») — латинская фраза, применяющаяся по отношению к церковному законодательству Восточных католических церквей, которые имеют общее каноническое право, отличное от канонического права Римской церкви латинского обряда.
Также существует понятие «миссия sui iuris», используемая в Римско-католической церкви для обозначения миссии, то есть первичной территориально-административной единицы, которая предшествует образованию Апостольской префектуры. Фраза «миссия sui iuris» применяется при образовании католической миссии на территориях, где Католическая церковь только начинает свою миссионерскую деятельность.

## Sui iuris в каноническом праве
Восточные католические церкви являются частью Католической церкви. Вселенская Католическая церковь состоит из различных Католических церквей. Самой многочисленной и распространённой среди них является Римская церковь (другие варианты — Латинская или Западная церковь). Каждая Восточная католическая церковь, являясь частью Вселенской Католической Церкви, обладает автономностью, но общим с другими восточнокатолическими церквями каноническим правом. «Sui iuris» определённой Католической церкви признается Вселенской Католической церковью в полной мере.
К восточным церквам «sui iuris» относятся 23 восточнокатолических церквей:
- Албанская католическая церковь;
- Армянская католическая церковь;
- Белорусская греко-католическая церковь;
- Болгарская католическая церковь;
- Греческая католическая церковь;
- Венгерская католическая церковь;
- Итало-албанская католическая церковь;
- Коптская католическая церковь;
- Македонская грекокатолическая церковь;
- Мелькитская католическая церковь;
- Маронитская католическая церковь;
- Российская грекокатолическая церковь;
- Румынская католическая церковь;
- Русинская грекокатолическая церковь;
- Сирийская католическая церковь;
- Сиро-малабарская католическая церковь;
- Сиро-маланкарская католическая церковь;
- Словацкая грекокатолическая церковь;
- Халдейская католическая церковь;
- Хорватская грекокатолическая церковь;
- Украинская грекокатолическая церковь;
- Эфиопская католическая церковь;
- Эритрейская католическая церковь.

## Миссия «sui iuris»
Миссия «sui iuris» («missia sui iuris») применяется к католической миссии, которая канонически образуется на миссионерской территории в период первоначального действия католических миссионеров и возникновения первых католических общин. Этот период характеризуется нестабильностью пребывания Католической церкви на миссионерской территории по причине малочисленности католического духовенства и верующих. Поэтому Святой Престол предоставляет миссионерам определённую каноническую независимость в принятии решений. Миссия «sui iuris», действуя по «собственному праву», не подчиняется какой-либо определённой католической епархии и обладает административной автономией.
В 2022 году во всём мире действует восемь миссий «sui iuris»:
- Миссия sui iuris на Каймановых островах;
- Миссия sui iuris на островах Теркс и Кайкос;
- Миссия sui iuris на островах Святой Елены, Вознесения и Тристан-да-Кунья;
- Миссия sui iuris на Тувалу;
- Миссия sui iuris на Токелау;
- Миссия sui iuris в Афганистане;
- Миссия sui iuris в Таджикистане;
- Миссия sui iuris в Туркмении.

## Светское право

### Личное право
В гражданском праве фраза sui juris указывает на юридическую компетентность — способность управлять своими собственными делами (Юридический словарь Блэка, Оксфордский словарь английского языка) — в отличие от alieni juris, что означает кого-то под контролем другого (например, ребёнка или умственно неполноценного человека).
Термин также указывает на лицо, способное подать иск и/или быть судимым в судебном разбирательстве от своего имени (in personam) без необходимости ad litem, то есть назначенного судом представителя, действующего от имени ответчика, который считается неспособным представлять самого себя.

### Институциональное право
Конгресс Соединённых Штатов является хорошим примером института sui juris. Обе палаты Конгресса созываются по своему собственному праву, как это определено в Конституции США (двадцатая поправка), 3 января каждого года. Президент США не обязан приглашать или созывать Конгресс для проведения очередных сессий, но у него есть возможность созывать специальные сессии. Таким образом, в Соединённых Штатах законодательная власть функционирует независимо от исполнительной власти, но существуют определённые сдержки и противовесы.
Это контрастирует со многими парламентскими демократиями, такими как Канада и Великобритания, где монарх (глава государства) по просьбе премьер-министра (главы правительства) имеет право созывать, проводить прения или распускать парламент, у которого нет выбора в этом вопросе. (Однако в 2019 году Верховный суд Соединённого Королевства постановил, что совет премьер-министра Королеве провести прения в парламенте Великобритании был направлен на то, чтобы лишить парламент возможности обсуждать вопросы, связанные с выходом Великобритании из Европейского Союза, и поэтому был незаконным и что прения никогда не происходили.)
Точно так же и в Индии федеральный парламент может собираться тогда и только тогда, когда президент Индии созывает его по совету премьер-министра. Это объясняется тем, что индийская Конституция в значительной степени основана на конституционных обычаях Вестминстерской системы, которые Индия унаследовала и адаптировала от британского правления.